# Guitar Hero
Guitar Hero var ett musikspel från 2005 utvecklat av Harmonix och publicerat av RedOctane till Playstation 2.

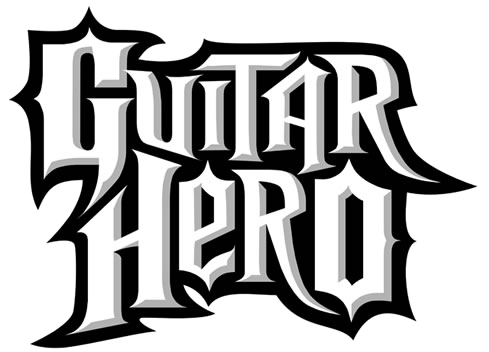
Guitar Heros logotyp

Guitar Hero har vunnit många priser från stora tv-spelstidningar och dess succé har gjort att ett antal uppföljare har släppts. Guitar Hero II, utvecklades till Xbox 360 och Playstation 2. En spin-off gjorde även till Playstation 2 vid namn Guitar Hero Encore: Rocks the 80s.

## Spelet
Spelet liknar många av Harmonix tidigare spel i det avseendet att spelaren måste spela fallande noter för att spela en låt.
I Guitar Heros fall kan man antingen använda den plastgitarr som finns med och spela noterna genom att trycka på rätt knapp (som motsvarar band) på gitarrens hals och samtidigt trycka plektrumknappen antingen upp eller ner, eller använda Playstation 2:s vanliga handkontroll Dual Shock 2 och använda sig av knapparna L1, L2, R1, R2 och X istället för band- och plektrumknapparna (funkar även på Wii och Xbox 360).

### Poäng
Spelaren får 50 poäng för varje träffad ton. Ackord är värda det dubbla.
Varje gång 10 toner spelas utan att missa (ackord [2 eller 3 toner] räknas bara som en ton), ökar ens poäng-multiplicerare med ett och poängen för varje tons värde multipliceras med det talet, upp till en maxgräns på 4x originalpoängen.
"Star Power" låter spelaren för en kort stund dubbla de poäng denna skulle fått för varje ton, vilket kan förvandla en x4-multiplicerare till en x8.
Den slutgiltiga poängen, tillsammans med total träffsäkerhet på tonerna och ens längsta tonkedja utan att missa, visas när låten är slut. Det är inte ovanligt att låtar innehåller 400-600 toner eller mer.
Svårare låtar på svårighetsgraderna hard och expert kan innehålla 1 000-2 000 noter.
Ett betyg på antingen 3, 4 eller 5 stjärnor visas också i slutet av låten baserat på poängen. Varje nivågräns räknas utifrån antalet noter gånger antalet stjärnor (till exempel Tonerna*4) med multipliceringen borträknad.

### "Star Power Paths" och "Squeezing"
En s.k. "Star power path" är en form av bana spelaren använder sig av när denne spelar en låt. "Star power paths" går ut på att få så höga poäng som möjligt genom att aktivera "Star power" på precis rätt ställen. Dessa banor är oftast uträknade av andra spelare eller spelaren själv. 
Squeezing är en avancerad teknik man kan använda sig av när man aktiverar "Star power". För att en "Star power" ska hålla så länge som möjligt aktiverar spelaren "Star powern" på ett riskabelt sätt genom att låta en del av noten han ska träffa gå förbi bandet. När den har gått förbi precis så långt som den kan utan att missa så slår spelaren ner plektrumknappen och aktiverar samtidigt "Star power". 
Man använder sig av "Squeezing" för att få så höga poäng som möjligt. 
Det är mycket svårt att förklara hur detta går till men här finns ett exempel på hur en s.k. Squeeze går till. 
http://www.youtube.com/watch?v=tc-LWx2i9sI&feature=related (Språk: Engelska)

## Soundtrack
Spelet innehåller 47 spelbara låtar. 30 av dessa är covers av originalen. 
Resterande 17 låtar är gjorda av mindre kända grupper. Många av dessa är band som Harmonix anställda själva spelar i, och andra är band från Bostons indiescen.

### Låtlista
1. Opening Licks 
- "I Love Rock 'N Roll" - Joan Jett & The Blackhearts
- "I Wanna Be Sedated" - The Ramones
- "Thunder Kiss '65" - White Zombie
- "Smoke on the Water" - Deep Purple
- "Infected" - Bad Religion

2. Axe-Grinders
- "Iron Man" - Black Sabbath
- "More Than a Feeling" - Boston
- "You've Got Another Thing Comin'" - Judas Priest
- "Take Me Out" - Franz Ferdinand
- "Sharp Dressed Man" - ZZ Top

3. Thrash and Burn
- "Killer Queen" - Queen
- "Hey You" - The Exies
- "Stellar" - Incubus
- "Heart Full of Black" - Burning Brides
- "Symphony of Destruction" - Megadeth

4. Return of the Shred
- "Ziggy Stardust" - David Bowie
- "Fat Lip" - Sum 41
- "Cochise" - Audioslave
- "Take It Off" - The Donnas
- "Unsung" - Helmet

5. Fret-Burners
- "Spanish Castle Magic" - Jimi Hendrix
- "Higher Ground" - Red Hot Chili Peppers[1]
- "No One Knows" - Queens of the Stone Age
- "Ace of Spades" - Motörhead
- "Crossroads" - Cream

6. Face-Melters
- "Godzilla" - Blue Öyster Cult
- "Texas Flood" - Stevie Ray Vaughan
- "Frankenstein" - The Edgar Winter Group
- "Cowboys from Hell" - Pantera
- "Bark at the Moon" - Ozzy Osbourne

### Bonus Tracks
- "Fire It Up" - Black Label Society
- "Cheat on the Church" - Graveyard BBQ (Winner of the "Be a Guitar Hero" Contest)
- "Cavemen Rejoice" - The Bags
- "Eureka, I've Found Love" - The Upper Crust
- "All of This" - Shaimus
- "Behind the Mask" - Anarchy Club
- "The Breaking Wheel" - Artillery
- "Callout" - The Acro-brats
- "Decontrol" - Drist
- "Even Rats" - The Slip
- "Farewell Myth" - Made in Mexico
- "Fly on the Wall" - Din
- "Get Ready 2 Rokk" - Freezepop
- "Guitar Hero" - Monkey Steals the Peach
- "Hey" - Honest Bob and the Factory-to-Dealer Incentive
- "Sail Your Ship By" - Count Zero
- "Story of My Love" - The Model Sons

## Uppföljare
- Guitar Hero
- Guitar Hero II
- Guitar Hero Encore: Rocks the 80's
- Guitar Hero III: Legends of Rock
- Guitar Hero: Aerosmith
- Guitar Hero: On Tour (DS)
- Guitar Hero On Tour: Decades (DS)
- Guitar Hero World Tour
- Guitar Hero: Metallica
- Guitar Hero: Smash Hits
- Guitar Hero On Tour: Modern Hits (DS)
- Guitar Hero 5
- Guitar Hero: Van Halen
- Guitar Hero: Warriors of Rock